# جون هاريسون (لاعب كرة قدم)
جون هاريسون (بالإنجليزية: John Harrison)‏ (27 سبتمبر 1927 بليستر في المملكة المتحدة - 11 ديسمبر 2015) هو لاعب كرة قدم بريطاني في مركز الدفاع. لعب مع أستون فيلا وكولتشستر يونايتد.